# 遠通電收
遠通電收股份有限公司，簡稱：遠通電收、FETC，是台灣的一家電子道路收費(ETC)系統開發和營運公司。遠通電收國道全面計程電子收費自2013年12月30日正式啟動。為配合中華民國交通部政策，遠通電收接受國道高速公路局委託推動高速公路電子收費計畫，合約2025年12月21日到期，「民間參與高速公路電子收費系統建置及營運案」（ETC案）與遠通公司，已於2024年4月26日完成優先定約議約作業，5月底前簽約，新契約年期10年到2035年。

## 歷史

### 公司成立
2003年11月ETC正式對外招標。2004年2月遠東聯盟（遠傳電信、東元電機、精誠資訊、神通電腦四家公司組成）獲選為最優申請人，同年4月遠通電收成立並與國道高速公路局簽約。

### 人工計次收費與電子收費並行時期
2004年4月27日高速公路局與遠通電收公司簽訂契約，於同年11月29日通過前端系統查核驗證後，隨即展開國道全線電子收費系統建置。人工計次電子收費初期，使用奧地利公司EFKON的紅外線系統，車內設備單元係採OBU，即為e通機，採用一車一機（隨車登記）制，安裝於車上的通訊設備，除具備通行費扣款功能，尚有交易成功訊息、餘額顯示及使用狀況警示之功能。隨後於11月完成建置後龍收費站，使其成為台灣第一個電子收費站。
2005年遠通電收陸續完成國道三號及國道一號各收費站的前端系統建置與測試，並於12月通過高工局的查核驗證。
2006年2月10日國道電子收費正式上路並於3月9日前達到十萬台OBU裝機數。行政院於3月18日針對OBU高價之問題要求遠通電收提出有助公共利益之提案，後於3月24日由交通部宣布遠通電收維持營運，遠通電收並將提供「680，滿百送」方案。同年年底，交通部重新啟動第二階段甄審。
2007年4月遠通再度被選為優先申請人，同年8月與交通部再度簽約。
2009年ETC利用率突破40%。高公局於同年於泰山收費站雙向各增開一小型車電子收費車道，疏解交通，也是增開ETC車道之首站。

2010年11月遠通電收推出「全民體驗ETC方案」使利用率突破42%。

### 全面計程電子收費時期
2011年6月，ETC利用率未達合約規定50%目標，OBU轉計程收費陷入技術頻頸，面臨鉅額的虧損與違約金，遠通遂自行研發符合ISO 18000-6C標準的RFID技術做為eTag運用於ETC電子收費之系統，並提出「ETC整體解決方案」以eTag取代OBU。
2011年9月，eTag基隆試辦方案啟動。
2012年5月全民eTag正式上路，全面開放免費申裝，同時ETC用戶無論是e通機(OBU)或eTag車輛，只要卡片或eTag預儲帳戶有足夠餘額且成功扣款，通行國道所有收費站，通行費全日享有9折優惠。
自2013年12月30日，全面計程電子收費正式上路，人工收費並走入歷史。隔年民間獨立監督小組稽核eTag系統收費準確度，三波稽核皆通過99.98%的標準。
2015年遠通電收以在台灣運營電子收費的經驗，與越南簽訂顧問約。
2016年遠通電收公司董事長徐旭東與白俄羅斯與哈薩克兩國代表簽訂雙邊合作備忘錄。
2017年遠通電收獲財政部認肯，獲得「第15屆民間參與公共建設金擘獎」特優。
2018年3月已超過七百萬輛車安裝eTag，利用率達94%，ETC系統每日處理一千六百萬筆交易，收費成功率達99.9998%準確度。

## 爭議
- 最初的爭議（立法院內）：台灣高速公路電子收費系統最初之計畫為政府自行興建及經營，並交由當時仍為公營的中華電信規劃、研發及測試；卻在立法院的決議下，於2002年突然與中華電信解約，終止公辦計畫，改採用BOT方式由民間投標並經營之[13]。
- 最初的公路電子收費系統之爭：公路電子收費系統有紅外線系統及微波系統（RFID）兩種。紅外線系統須專用車道，並可能會受到車速、天候影響，車上機設備成本較高；微波系統則不分車道不限速，包含中華電信的系統在內，為多數國家所採用之技術。在招標時進入最終審議的遠通電收、台灣宇通資訊科技及宏碁等三家廠商中，只有遠通電收採用紅外線系統並獲得經營權，且當時系統弊病甚多，電池沒電時歸咎於使用者沒有保護好，可說是測試不足。[來源請求]
- ETC招標結束後爆發收賄案[14]：精業公司前公關協理蔡錦鴻向精業等公司拿到一千六百萬元的公關費，透過交通部長林陵三機要秘書宋乃午打通關，宋為讓精業所屬的遠東聯盟得標，多次以部長林陵三指示為由，邀集相關單位開會，要求加快決標時程。官員宋乃午涉收賄遭判刑12年確定，同時遠通電收的最優申請人資格被台北高等行政法院撤銷[15]。
- 2005年底，在ETC正式開通前夕，遠通電收董事長徐旭東在中華民國工商協進會工商「早餐會」上向當時的行政院長謝長廷宣示ETC將如期上路的決心，並反駁立委所指稱的「OBU太貴」，並呼籲「立法院不該干預行政與執行」。徐旭東還說：「民眾若嫌OBU太貴，那就不要買嘛！」[16]該言論後續引發網友發起抵制OBU裝機活動。
- 2010年遠通電收推出「全民體驗ETC」免安裝e通機體驗ETC優惠，導致民眾開始質疑e通機的存在價值，ETC系統對沒安裝OBU的車輛，係利用車牌圖像辨識系統進行舉發，而e通機失能也能利用該系統事後要求民眾補交缺額，交通部於1990年在泰山收費站就已經開始使用車牌影像辨識的技術來查緝贓車，系統的準確度約在98%左右，導致有人認為e通機的存在不具有正當性，認為e通機沒有存在價值。
- 至2011年3月底，ETC實際利用率仍不到40%：依契約規定，2011年3月底時ETC利用率應達到50%，但實際利用率仍不到40%，依合約應對遠通開罰每天新台幣50萬元，但高公局至今仍未對其開出罰單。[17][18]
- 遠通屢次違約高達數億罰金，高公局多次皆判免罰，遭質疑高公局有圖利遠通的嫌疑。[19]
- 國道計程收費上路狀況不斷，民眾投訴eTag車輛遭雙向扣款、重複扣款、幽靈扣款等狀況。時任交通部長葉匡時強調，他保證民眾權益絕不會受損害，若再發生重複扣款、幽靈扣款，就要遠通加倍奉還。[20]
- 國道由定點收費轉為計程收費；然而，部分原本不經過收費站的國道使用者，不願就此負擔通行費，以「加稅」、「搶錢」等標籤誣蔑使用者付費原則與計程收費公平性，最終使政府採行每車每日二十公里免費里程及東西向免費的收費制度，此舉使收費公平性蕩然無存[21][22]。
- 國道收費站撤除後，國道通行費欠費竟累積高達2億元呆帳，裁掉收費員後，國庫整體收入包括支出給遠通電收委辦費反而因此減少10億元。交通部長陳建宇對此表示，因欠費的人要經兩步驟催繳，國庫收到通行費時間比較晚，但透過兩道催繳程序後未繳就送強制執行[23]。
- 國道收費站撤除後，國道收費員的轉置問題遭到質疑未依合約進行轉置，因而引發了國道收費員抗爭事件。 :

## 成就
- 台灣ETC創造三項世界第一紀錄[24]

1. 第一個全面採用電子收費的高速公路系統
2. 電子計程收費路總長度達九百二十六公里，居世界之冠
3. 十個月時間內，完成三百一十九個收費門架的建置。

## 外部連結
- 遠通電收 （页面存档备份，存于）（繁體中文）